# 丁炔二酸二乙酯
丁炔二酸二乙酯是一种不饱和羧酸酯，化学式为C8H10O4，它可由丁炔二酸和乙醇在硫酸催化下反应得到。它在镍钯合金催化下加氢，可以得到丁二酸二乙酯。它和其它炔烃一样，可以发生聚合反应，它自身三聚得到苯六甲酸六乙酯。